# 弗雷澤 (喬治亞州)
弗雷澤（英語：Frazier）是位於美國喬治亞州布萊克利縣的一個非建制地區。該地的面積和人口皆未知。

## 地理
弗雷澤的座標為32°20′58″N 83°18′10″W / 32.34944°N 83.30278°W，而該地的平均海拔高度為114米（即374英尺）。